# Dinastía artáxida de Iberia
Los artáxidas (en georgiano: არტაშესიანი, Artašesiani), son una rama de la dinastía epónima de Armenia, que gobernó Iberia (antigua Georgia) desde c. 90 a. C. al 30 d. C. 

## Historia
Según las crónicas medievales georgianas, los artáxidas adquirieron la corona de Iberia cuando los nobles ibéricos se rebelaron contra su rey Parnadjom, miembro de la dinastía Pharnabazid, y pidieron al rey de Armenia enviar a su hijo, cuya esposa era una princesa Pharnabazid, como su nuevo monarca. Tanto el rey de Armenia como su hijo se mencionan en las crónicas como "Arshak", probablemente una confusión con Artaxias que parece tomarse como un término general en referencia a los reyes artáxidas de Armenia. El profesor Cyrille Toumanoff identifica al rey de Armenia de este relato como Artavasdes I (gobernó c. 159 a. C. - c. 115 a. C.) y considera que el rey ibérico recién instalado, Arshak I (gobernó de 90-78 a. C.), fue su hijo. La crónica también describe la batalla entre el ejército ibero-armenio contra Parnadjom y sus seguidores. El rey ibérico finalmente fue derrotado y asesinado y, desde ese momento, el príncipe armenio fue el rey de Iberia.
Poco se sabe sobre los primeros años del dominio ibérico artáxida. Parece que estuvieron bajo la influencia de sus primos armenios a quienes Iberia había cedido una parte significativa de su territorio. Esta asociación con los armenios artáxidas, en su apogeo durante el reinado de Tigranes (r. 95-55 a. C.), provocó la participación de Iberia en la tercera guerra mitridática entre la alianza Ponto-Armenia-Roma (75- 65 a. C.). Plutarco y Licinio Macer afirman que los contingentes ibéricos ocuparon un lugar destacado en las batallas de Tigranocerta (69 a. C.) y Artaxata (68 a. C.). Incluso después de la rendición de Tigranes a la misericordia de Pompeyo, el rey  artáxida de Iberia Artoces (78-63 a. C.) continuó ofreciendo una resistencia obstinada a los invasores romanos, pero finalmente fue derrotado y obligado a pedir la paz. Este Artoces bien conocido por las fuentes clásicas es aparentemente Artag (Artog), hijo de Arshak / Artaxias, de los anales georgianos que sorprendentemente omiten cualquier mención de la invasión romana, pero en cambio informan la lucha del rey con los "persas".
Sin embargo, la hegemonía romana sobre Iberia resultó ser impermanente y, en el 36 a. C., el legado Publio Canidio Craso tuvo que conducir su ejército a Iberia para obligar a su rey Parnavaz II a establecer una nueva alianza con Roma. Ni el rey ni sus relaciones con Roma se registran en las crónicas georgianas cuya narrativa se centra en el rey Bartom, hijo de Artag, y su desaparición en la lucha con el príncipe Mirian II, una vez exiliado, que finalmente restauró la dinastía Pharnabazid al trono de Iberia. Los eruditos modernos tienden a identificar a Parnavaz con Bartom y lo consideran el último en la línea Artáxida.